# Campyloneurus limbaticauda
Campyloneurus limbaticauda är en stekelart som först beskrevs av Günther Enderlein 1920.  Campyloneurus limbaticauda ingår i släktet Campyloneurus och familjen bracksteklar. Inga underarter finns listade.